# Kōhei Tezuka
Kōhei Tezuka (jap. 手塚 康平, Tezuka Kōhei; * 6. April 1996 in Utsunomiya, Präfektur Tochigi) ist ein japanischer Fußballspieler. Er ist der Bruder von Takahiro Tezuka.

## Karriere
Kōhei Tezuka erlernte das Fußballspielen in der Jugendmannschaft von Kashiwa Reysol. Von März 2015 bis Januar 2016 stand er bei Onehunga Sports in Neuseeland unter Vertrag. 2016 kehrte er nach Japan zurück und unterschrieb einen Vertrag bei seinem Jugendverein Kashiwa Reysol. Der Verein aus Kashiwa, einer Großstadt in der Präfektur Chiba auf Honshū, der Hauptinsel Japans, spielte in der höchsten Liga des Landes, der J1 League. Ende 2018 musste er mit dem Verein den Weg in die Zweitklassigkeit antreten. Im folgenden Jahr wurde er Meister der zweiten Liga und stieg direkt wieder in die erste Liga auf. 2020 wurde er an den Ligakonkurrenten Yokohama FC nach Yokohama ausgeliehen und absolvierte dort 28 Erstligaspiele. Nach der Ausleihe wurde er von Yokohama ablösefrei unter Vertrag genommen. Am Ende der Saison 2021 belegte er mit dem Verein den letzten Tabellenplatz und musste somit in die zweite Liga absteigen. Ein halbes Jahr später wechselte Tezuka zu Sagan Tosu zurück in die erste Liga. Für den Verein aus Tosu bestritt er insgesamt 46 Ligaspiele. Im August 2024 nahm ihn sein ehemaliger Verein, der Erstligist Kashiwa Reysol, unter Vertrag.

## Erfolge
Kashiwa Reysol
- Japanischer Zweitligameister: 2019  ▲

## Sonstiges
Kōhei Tezuka ist der Bruder von Takahiro Tezuka.